# Familienausweis
Der Familienausweis ist ein offizielles Dokument in der Schweiz, in welches die Ehegatten und ihre Kinder eingetragen werden, zusammen mit Geburts- und allfälligen Sterbedaten.
Er löste 2005 das Familienbüchlein ab, ein bis dann in der Schweiz ausgestelltes Dokument, welches Ehegatten bei der Heirat (und auf Wunsch auch Alleinstehende) erhielten und welches über den «Bestand der Familie» Auskunft gab. Das Büchlein war entsprechend bei Geburten und Todesfällen dem Zivilstandsamt vorzulegen, ebenso bei Zuzug aus einer anderen Gemeinde.
Mit der Einführung des schweizweiten elektronischen Registers Infostar wurde das Familienbüchlein abgeschafft. Stattdessen kommt ein Auszug aus dem Infostar-Eintrag zum Einsatz, unter der Bezeichnung Familienausweis.
Neben dem auf klassische Verhältnisse zugeschnittenen Familienausweis gibt es auch weitere Ausweise und Bestätigungen, die personenbezogen sind und dem jeweiligen Lebenslauf/-wandel und/oder Verwendungszweck eher entsprechen – wie der Ausweis über persönliche Verhältnisse, Geburtsurkunde und Heiratsurkunde und den Personenstandsausweis. Ihr aktueller Stand muss bei der zuständigen Gemeinde-/Stadtverwaltung erfragt werden.

## Deutschland, Österreich
In Deutschland und Österreich heisst das entsprechende Dokument Familienstammbuch.